# Мраковский сельсовет (Гафурийский район)
Мраковский сельсовет — муниципальное образование в Гафурийском районе Башкортостана.

## История
Согласно «Закону о границах, статусе и административных центрах муниципальных образований в Республике Башкортостан» имеет статус сельского поселения.

## Население
| 2002 | 2009  | 2010 | 2012 | 2013 | 2014 | 2015 |
| ---- | ----- | ---- | ---- | ---- | ---- | ---- |
| 866  | ↗1007 | ↘822 | ↘766 | ↗772 | ↘736 | ↘685 |
| 2016 | 2017  |      |      |      |      |      |
| ↗688 | ↘673  |      |      |      |      |      |

## Состав сельского поселения
| № | Населённый пункт | Тип населённого пункта       | Население |
| - | ---------------- | ---------------------------- | --------- |
| 1 | Мраково          | село, административный центр | ↘634      |
| 2 | Карлы            | деревня                      | ↘78       |
| 3 | Дмитриевка       | деревня                      | ↘67       |
| 4 | Новотроевка      | деревня                      | ↘32       |
| 5 | Красный Октябрь  | деревня                      | ↘11       |